# Primarias del Partido Republicano de 2012 en Massachusetts
Las Primarias del Partido Republicano de 2012 en Massachusetts se hicieron el 6 de marzo de 2012 en el llamado Supermartes. Las Primarias del Partido Republicano fueron unas Primarias, con 41 delegados para elegir al candidato del partido Republicano para las elecciones presidenciales de Estados Unidos de 2012.  En el estado de Massachusetts estaban en disputa 41 delegados.

## Elecciones

### Resultados
| Primarias Republicanas de Massachusetts de 2012 | Primarias Republicanas de Massachusetts de 2012 | Primarias Republicanas de Massachusetts de 2012 | Primarias Republicanas de Massachusetts de 2012 |
| Candidato                                       | Votos                                           | Porcentaje                                      | Delegados nacionales                            |
| ----------------------------------------------- | ----------------------------------------------- | ----------------------------------------------- | ----------------------------------------------- |
| Mitt Romney                                     | 265,109                                         | 72.1%                                           | 40                                              |
| Rick Santorum                                   | 44,253                                          | 12.0%                                           | 0                                               |
| Ron Paul                                        | 35,038                                          | 9.5%                                            | 0                                               |
| Newt Gingrich                                   | 16,988                                          | 4.6%                                            | 0                                               |
| Jon Huntsman                                    | 2,252                                           | 0.6%                                            | 0                                               |
| Sin preferencia                                 | 1,863                                           | 0.5%                                            | 0                                               |
| Rick Perry                                      | 1,025                                           | 0.3%                                            | 0                                               |
| Michele Bachmann                                | 916                                             | 0.2%                                            | 0                                               |
| Herman Cain                                     | 0                                               | 0%                                              | 0                                               |
| Delegados no proyectados                        | Delegados no proyectados                        | Delegados no proyectados                        | 1                                               |
| Total                                           | 367,444                                         | 100.0%                                          | 41                                              |

| Clave: | Se retiró antes de la contienda |